# Eva Petrovičová
Eva Petrovičová (po sňatku Polatseková; 1. března 1945 Bratislava – 14. února 1997 Bratislava) byla československá hráčka basketbalu. Byla vysoká 166 cm. Je zařazena na čestné listině mistrů sportu.
Vyučena byla fotolaborantkou – tomuto povolání se i profesionálně věnovala, později pracovala i jako fotografka ve fotoateliéru nacházejícím se v obchodním centru na ulici Mikuláše Schneidera-Trnavského na sídlišti Dúbravka.
Pohřbena je na Hřbitově Vrakuňa (dříve Ružinov) Archivováno 19. 2. 2021 na Wayback Machine., v městské části Bratislavy Vrakuňa.

## Sportovní kariéra
V basketbalovém reprezentačním družstvu Československa v letech 1970 až 1973 hrála celkem 89 utkání a má významný podíl na dosažených sportovních výsledcích. Zúčastnila se Mistrovství světa 1971 v Brazílii – 2. místo a dvou Mistrovství Evropy 1970 a 1972, na nichž získala stříbrnou medaili za druhé místo na MS 1971 a bronzovou medaili za třetí místo na ME 1972.
V československé basketbalové lize žen hrála celkem 10 sezón (1963–1973) za družstvo BK Slovan Bratislava, s nímž získala v ligové soutěži jedno 3. místo (1973) a čtyři čtvrtá místa. Je na 12. místě v dlouhodobé tabulce střelkyň československé ligy žen za období 1963–1993 s počtem 3760 bodů. V roce 1971 byla vyhlášena basketbalistkou roku a v sezónách 1968–1973 byla pětkrát vybrána do All-Stars - nejlepší pětice hráček československé ligy. Slovenskou basketbalovou asociací byla v letech 1971, 1972 a 1973 vyhlášena nejlepší basketbalistkou Slovenska a v roce 2000 byla na 5. místě ankety o nejlepší hráčku basketbalu Slovenska 20. století.  

## Sportovní statistiky

### Kluby
- 1963–1973 BK Slovan Bratislava, celkem 10 sezón a 1 medailové umístění: 3. místo (1973), 4x 4. místo (1966, 1967, 1971, 1973), 6. (1965), 2x 7. (1964, 1970), 8. (1969), 9. (1968)
- 1971 Basketbalista roku – 1971–1975: nejlepší pětka hráček ligy – zařazena 5x: 1968/69 až 1972/73
- 1971–1973: tři roky nejlepší basketbalistka roku na Slovensku, 2000: na 5. místě ankety o nejlepší hráčku basketbalu Slovenska 20. století

### Československo
- Mistrovství světa: 1971 Sao Paulo, Brazílie (74 bodů /9 zápasů) 2. místo
- Mistrovství Evropy: 1970 Rotterdam, Holandsko (38 /7) 5. místo, 1972 Varna, Bulharsko (56 /8) 3. místo, celkem na ME 94 bodů a 15 zápasů
- 1970–1973 celkem 89 mezistátních zápasů, na MS a ME celkem 168 bodů ve 24 zápasech, na MS 1x 2. místo, na ME 1x třetí místo
- Získala titul mistryně sportu